# Samanta Tīna
Samanta Poļakova (pronuncia em letão: [ˈsamanta ˈpuɔlʲakova]; Tukums,  República Socialista Soviética da Letónia; 31 de março de 1989), mais conhecida como Samanta Tīna, é uma cantora e compositora letã.
Após ter tentado representar o seu país no Festival Eurovisão da Canção cinco vezes prévias, nos anos 2012, 2013, 2014, 2016 e 2019, ela venceu a seleção nacional «Supernova» em 2020 e iria representar a Letónia no festival de 2020, em Roterdão, Países Baixos, com a música «Still Breathing». Devido ao cancelamento do concurso pela pandemia de COVID-19, ela representará seu país em 2021, desta feita com a canção «The Moon Is Rising». Ela também competiu na pré-seleção lituana duas vezes, em 2013 e 2017, e na versão lituana do The Voice.

## Carreira artística

### Inícios
Em 2010, Samanta ganhou o show de música da Letónia «O! Kartes akadēmija», e ganhou a chance de frequentar a Tech Music School em Londres, Inglaterra. Em 2011, ela competiu na competição de canto da Moldávia «Golden Voices» onde sagrou-se campeã.
Em 2012, ela competiu no «Slavianski Bazaar» de Vitebsk, Bielorrússia junto com outros 20 competidores. No 1.º dia, Samanta cantou «Auga, auga Rūžeņa», uma canção folclórica letã e ganhou 93 pontos. No 2.º dia, ela cantou a música «Где то далеко» e recebeu 104 pontos. Tina finalizou o concurso em 2.º lugar com 197 pontos, atrás apenas de Bobi Mojsoski da Macedónia do Norte.

### 2012–2014: «Eirodziesma», «Dziesma» e «Eurovizijos atranka»
A 1 de dezembro de 2011, Tīna foi anunciada como uma das cantoras do «Eirodziesma» de 2012, com a música «I Want You Back» junto com Dāvids Kalandija. Os dois avançaram da semi-final a 7 de janeiro de 2012 para a final. Na segunda semi-final realizada a 18 de fevereiro de 2012, Samanta cantou a música «For Father». No entanto, ela não chegou à final e ficou em 7º lugar. 
A 15 de janeiro de 2013, foi revelado que Tīna participaria de «Dziesma», o novo título para o festival da Canção da Letónia, com a música «I Need a Hero». Tīna ficou em 1.º lugar na primeira semi-final realizada a 8 de fevereiro de 2013, e avançou para a final em 16 de fevereiro de 2013. Na final, Tīna ficou em segundo lugar e avançou para a superfinal onde ficou em 2.º lugar, atrás da banda PeR e sua música «Here We Go». Nesse mesmo ano, a cantora também participou da seleção da Lituânia para a Eurovisão em dueto com Vudis, com a canção «Hey Chiki - Mama». A dupla terminou em 4.º lugar e foi eliminada.
Em 2014, Samanta voltou ao Dziesma com a sua canção «Stay», e avançou para a final num empate a três pelo 2.º lugar. Na final, realizada a 22 de fevereiro de 2014, Tīna teve o 5.º desempenho e ficou em 3.º lugar e conseguiu chegar à superfinal. Na superfinal, Tīna ficou em 3.º lugar mais uma vez, atrás de Dons e sua canção «Pēdējā vēstule» e dos vencedores Aarzemnieki e sua canção «Cake to Bake».

### 2014–2015: «Lietuvos balsas»
Tīna competiu na 3.ª temporada de «Lietuvos balsas», a versão lituana do The Voice. Como ela não é lituana, nem fala a língua, ela teve de comunicar-se com os juízes em russo. Para sua audição, Samanta cantou a música «I Wanna Dance With Somebody (Who Loves Me)». Para sua batalha, Samanta cantou a música "I'm Every Woman" contra Monika e Kristina, e Samanta acabou por vencer a batalha. Tīna terminou o concurso entre os oito primeiros.

### 2015–2019: «Supernova 2016» e «Eurovizijos atranka»
A 31 de janeiro de 2016, Samanta foi anunciada como uma das participantes do «Supernova 2016» com duas canções: «We Live for Love» e «The Love Is Forever». Após de sua atuação na semifinal, ela decidiu desistir da competição.
Em 2016, foi confirmado que ela iria competir na seleção nacional da Lituânia para o Festival Eurovisão da Canção 2017. Ela cantou a música «Tavo oda» em dueto com a cantora lituana Tadas Rimgaila. O ato foi eliminado na primeira bateria da competição.

### 2020–2021: Festival Eurovisão da Canção
No final de 2019, Samanta enviou a canção «Still Breathing» para a Supernova, a pré-seleção letã para o Festival Eurovisão da Canção. A janeiro de 2020, foi anunciado que ela e 25 outros artistas haviam sido selecionados entre as 126 inscrições recebidas pela emissora letã LTV. Ela passou à 2.ª rodada de eliminação e chegou à final a 8 de fevereiro de 2020. Samanta acabou por venceu a competição e iria representar a Letónia no Festival Eurovisão da Canção 2020 realizado em Roterdão, Países Baixos em maio de 2020, mas então a pandemia COVID-19 forçou o cancelamento do concurso. A rádio e televisão pública letã, mais tarde confirmou que Samanta irá representar o país novamente no Festival Eurovisão da Canção 2021, desta feita com a música «The Moon Is Rising».

## Vida pessoal
Samanta Tīna identifica-se como russa (principalmente, porque o seu pai é russo), alemã, bielorrussa e turca. Embora a sua primeira língua tenha sido o russo, ela e sua irmã Sintija comunicam-se com os pais em letão. Samanta namorou o cantor letão Dāvids Kalandija.

## Discografia

### Singles
| Ano  | Título                          |
| ---- | ------------------------------- |
| 2012 | "I Want You Back"               |
| 2013 | "I Need A Hero"                 |
| 2013 | "Hey Chiki - Mama" (com Vudis)  |
| 2014 | "Stay"                          |
| 2016 | "We Live For Love"              |
| 2016 | "The Love Is Forever"           |
| 2016 | "Kāds trakais mani uzgleznos"   |
| 2017 | "Tavo oda" (com Tadas Rimgaila) |
| 2017 | "Vējš bungo klavieres"          |
| 2017 | "Pietiks"                       |
| 2019 | "Cutting The Wire"              |
| 2019 | "Pirmais sniegs"                |
| 2019 | "Still Breathing"               |
| 2020 | "I Got The Power"               |
| 2020 | "Mēs vairs nē"                  |
| 2020 | "Man nesanāk" (com Markus Riva) |
| 2020 | "Tikai romāns"                  |
| 2021 | "The Moon Is Rising"            |